# Campionati europei di atletica leggera indoor 2007
I XXIX campionati europei di atletica leggera indoor si sono svolti a Birmingham, nel Regno Unito, presso la National Indoor Arena, dal 2 al 4 marzo 2007.

## Nazioni partecipanti
Tra parentesi, il numero di atleti partecipanti per nazione.
- Albania (2)
- Armenia (1)
- Austria (6)
- Azerbaigian (1)
- Belgio (6)
- Bielorussia (13)
- Bulgaria (9)
- Rep. Ceca (10)
- Cipro (3)
- Croazia (4)
- Danimarca (7)
- Estonia (10)
- Finlandia (15)
- Francia (31)
- Georgia (1)
- Germania (31)

- Gibilterra (4)

- Gran Bretagna (40)

- Grecia (11)

- Irlanda (13)
- Islanda (4)
- Israele (3)
- Italia (17)
- Lettonia (9)
- Liechtenstein (1)
- Lituania (5)
- Lussemburgo (1)
- Macedonia (2)
- Malta (3)
- Moldavia (1)
- Monaco (1)
- Norvegia (7)

- Paesi Bassi (10)

- Polonia (27)
- Portogallo (6)
- Romania (25)
- Russia (64)
- San Marino (1)
- Serbia (4)
- Slovacchia (8)
- Slovenia (14)
- Spagna (37)
- Svezia (15)
- Svizzera (4)
- Turchia (4)
- Ucraina (21)
- Ungheria (7)

## Risultati

### Uomini
| Specialità | Oro                                                                | Prestazione | Argento                                                              | Prestazione | Bronzo                                                              | Prestazione |
| Corse piane |                                                                    |             |                                                                      |             |                                                                     |             |
| 60 metri (dettagli) | Jason Gardener                                                     | 6"51        | Craig Pickering                                                      | 6"59        | Ronald Pognon                                                       | 6"60        |
| 400 metri (dettagli) | David Gillick                                                      | 45"52       | Bastian Swillims                                                     | 45"62       | Robert Tobin                                                        | 46"15       |
| 800 metri (dettagli) | Arnoud Okken                                                       | 1'47"92     | Miguel Quesada                                                       | 1'47"96     | Maurizio Bobbato                                                    | 1'48"71     |
| 1.500 metri (dettagli) | Juan Carlos Higuero                                                | 3'44"41     | Sergio Gallardo                                                      | 3'44"51     | Arturo Casado                                                       | 3'44"73     |
| 3.000 metri (dettagli) | Cosimo Caliandro                                                   | 8'02"44     | Bouabdellah Tahri                                                    | 8'02"85     | Jesús España                                                        | 8'02"91     |
| Corse a ostacoli |                                                                    |             |                                                                      |             |                                                                     |             |
| 60 metri ostacoli (dettagli) | Gregory Sedoc                                                      | 7"63 =      | Marcel van der Westen                                                | 7"64        | Jackson Quiñónez                                                    | 7"65        |
| Salti |                                                                    |             |                                                                      |             |                                                                     |             |
| Salto in alto (dettagli) | Stefan Holm                                                        | 2,34 m      | Linus Thörnblad                                                      | 2,32 m      | Martyn Bernard                                                      | 2,29 m      |
| Salto con l'asta (dettagli) | Danny Ecker                                                        | 5,71 m      | Denys Yurchenko                                                      | 5,71 m      | Björn Otto                                                          | 5,71 m      |
| Salto in lungo (dettagli) | Andrew Howe                                                        | 8,30 m      | Loúis Tsátoumas                                                      | 8,02 m      | Salim Sdiri                                                         | 8,00 m      |
| Salto triplo (dettagli) | Phillips Idowu                                                     | 17,56 m     | Nathan Douglas                                                       | 17,47 m     | Aleksandr Sergeyev                                                  | 17,15 m     |
| Lanci |                                                                    |             |                                                                      |             |                                                                     |             |
| Getto del peso (dettagli) | Mikuláš Konopka                                                    | 21,57 m     | Pavel Lyzhyn                                                         | 20,82 m     | Joachim Olsen                                                       | 20,55 m     |
| Prove multiple |                                                                    |             |                                                                      |             |                                                                     |             |
| Eptathlon (dettagli) | Roman Šebrle                                                       | 6 196 p.    | Aleksandr Pogorelov                                                  | 6 127 p.    | Andrei Krauchanka                                                   | 6 090 p.    |
| Staffette |                                                                    |             |                                                                      |             |                                                                     |             |
| Staffetta 4×400 metri (dettagli) | Gran Bretagna Robert Tobin Dale Garland Philip Taylor Steven Green | 3'07"04     | Russia Ivan Buzolin Vladislav Frolov Maksim Dyldin Artem Sergeyenkov | 3'08"10     | Polonia Piotr Kędzia Marcin Marciniszyn Łukasz Pryga Piotr Klimczak | 3'08"14     |
| record mondiale; record mondiale stagionale; record europeo; record europeo stagionale; record dei campionati; record nazionale; record personale; record personale stagionale. |                                                                    |             |                                                                      |             |                                                                     |             |

### Donne
| Specialità | Oro                                                                            | Prestazione | Argento                                                                  | Prestazione | Bronzo                                                        | Prestazione |
| Corse piane |                                                                                |             |                                                                          |             |                                                               |             |
| 60 metri (dettagli) | Kim Gevaert                                                                    | 7"12        | Yevgeniya Polyakova                                                      | 7"18        | Daria Onyśko                                                  | 7"20        |
| 400 metri (dettagli) | Nicola Sanders                                                                 | 50"02       | Ilona Usovich                                                            | 51"00       | Olesya Zykina                                                 | 51"69       |
| 800 metri (dettagli) | Oksana Zbrozhek                                                                | 1'59"23     | Tetyana Petlyuk                                                          | 1'59"84     | Jolanda Čeplak                                                | 2'00"00     |
| 1.500 metri (dettagli) | Lidia Chojecka                                                                 | 4'05"13     | Natalya Panteleyeva                                                      | 4'06"04     | Olesya Chumakova                                              | 4'06"48     |
| 3.000 metri (dettagli) | Lidia Chojecka                                                                 | 8'43"25     | Marta Domínguez                                                          | 8'44"40     | Silvia Weissteiner                                            | 8'44"81     |
| Corse a ostacoli |                                                                                |             |                                                                          |             |                                                               |             |
| 60 metri ostacoli (dettagli) | Susanna Kallur                                                                 | 7"87        | Sasha Gradiva                                                            | 7"94        | Kirsten Bolm                                                  | 7"97        |
| Salti |                                                                                |             |                                                                          |             |                                                               |             |
| Salto in alto (dettagli) | Tia Hellebaut                                                                  | 2,05 m      | Antonietta Di Martino                                                    | 1,96 m      | Ruth Beitia                                                   | 1,96 m      |
| Salto con l'asta (dettagli) | Svetlana Feofanova                                                             | 4,76 m      | Yuliya Golubchikova                                                      | 4,71 m      | Anna Rogowska                                                 | 4,66 m      |
| Salto in lungo (dettagli) | Naide Gomes                                                                    | 6,89 m      | Concepción Montaner                                                      | 6,69 m      | Denisa Ščerbová                                               | 6,64 m =    |
| Salto triplo (dettagli) | Carlota Castrejana                                                             | 14,64 m     | Olesya Bufalova                                                          | 14,50 m     | Teresa Nzola Meso Ba                                          | 14,49 m     |
| Lanci |                                                                                |             |                                                                          |             |                                                               |             |
| Getto del peso (dettagli) | Assunta Legnante                                                               | 18,92 m     | Irina Khudoroshkina                                                      | 18,50 m     | Olga Ryabinkina                                               | 18,16 m     |
| Prove multiple |                                                                                |             |                                                                          |             |                                                               |             |
| Pentathlon (dettagli) | Carolina Klüft                                                                 | 4 944 p.    | Kelly Sotherton                                                          | 4 927 p.    | Karin Ruckstuhl                                               | 4 801 p.    |
| Staffette |                                                                                |             |                                                                          |             |                                                               |             |
| Staffetta 4×400 metri (dettagli) | Bielorussia Yulyana Yushchanka Iryna Khliustava Svetlana Usovich Ilona Usovich | 3'27"83     | Russia Olesya Zykina Natal'ja Ivanova Zhanna Kashcheyeva Natalya Antyukh | 3'28"16     | Gran Bretagna Emma Duck Nicola Sanders Kim Wall Lee McConnell | 3'28"69     |
| record mondiale; record mondiale stagionale; record europeo; record europeo stagionale; record dei campionati; record nazionale; record personale; record personale stagionale. |                                                                                |             |                                                                          |             |                                                               |             |

## Medagliere
Legenda
     Paese ospitante
| Posizione | Paese         | Oro | Argento | Bronzo | Totale |
| --------- | ------------- | --- | ------- | ------ | ------ |
| 1         | Gran Bretagna | 4   | 3       | 3      | 10     |
| 2         | Italia        | 3   | 1       | 2      | 6      |
| 3         | Svezia        | 3   | 1       | 0      | 4      |
| 4         | Russia        | 2   | 9       | 4      | 15     |
| 5         | Spagna        | 2   | 4       | 3      | 9      |
| 6         | Paesi Bassi   | 2   | 1       | 1      | 4      |
| 7         | Polonia       | 2   | 0       | 3      | 5      |
| 8         | Belgio        | 2   | 0       | 0      | 2      |
| 9         | Bielorussia   | 1   | 2       | 1      | 4      |
| 10        | Germania      | 1   | 1       | 2      | 4      |
| 11        | Rep. Ceca     | 1   | 0       | 1      | 2      |
| 12        | Irlanda       | 1   | 0       | 0      | 1      |
| 12        | Portogallo    | 1   | 0       | 0      | 1      |
| 12        | Slovacchia    | 1   | 0       | 0      | 1      |
| 15        | Ucraina       | 0   | 2       | 0      | 2      |
| 16        | Francia       | 0   | 1       | 3      | 4      |
| 17        | Grecia        | 0   | 1       | 0      | 1      |
| 18        | Bulgaria      | 0   | 0       | 1      | 1      |
| 18        | Danimarca     | 0   | 0       | 1      | 1      |
| 18        | Slovenia      | 0   | 0       | 1      | 1      |
| Totale    | Totale        | 26  | 26      | 26     | 78     |